# Gala Drag Queen Venezuela
La Gala Drag Queen Venezuela es una competición nacional de drag queens celebrada en Caracas desde 2017. El concurso, inspirado en la Gala Drag Queen de Las Palmas de Gran Canaria de España, se creó debido al incremento de artistas drag que surgieron a finales de los años 2010.
Las habilidades que se evalúan son el maquillaje, el baile, el estilismo, el histrionismo y la fonomímica.

## Ediciones
La primera edición se celebró en 2017, donde actuó la drag Abiguey Evermore. La ganadora de la tercera edición, celebrada en 2021, fue Drag Zuri.
En 2022, la cuarta edición fue organizada en el Green Martini Caracas, y contó con la participación de la ganadora de la pasada edición.
En la sexta edición, de 2024, participó como invitada especial 
En sus últimas ediciones, la gala tiene lugar en la Casa del Artista en Caracas, ubicada en Tienda Honda, en junio, coincidiendo con la celebración del mes del Orgullo LGBT+. La producción está a cargo de Yorvin David y la dirección es de Jhon Gómez.